# Krumsín
Krumsín (en allemand : Krumsin) est une commune du district de Prostějov, dans la région d'Olomouc, en République tchèque. Sa population s'élevait à 575 habitants en 2023.

## Géographie
Krumsín se trouve à 8,5 km à l'ouest-sud-ouest de Prostějov, à 24,5 km au sud-ouest d'Olomouc et à 198 km à l'est-sud-est de Prague.

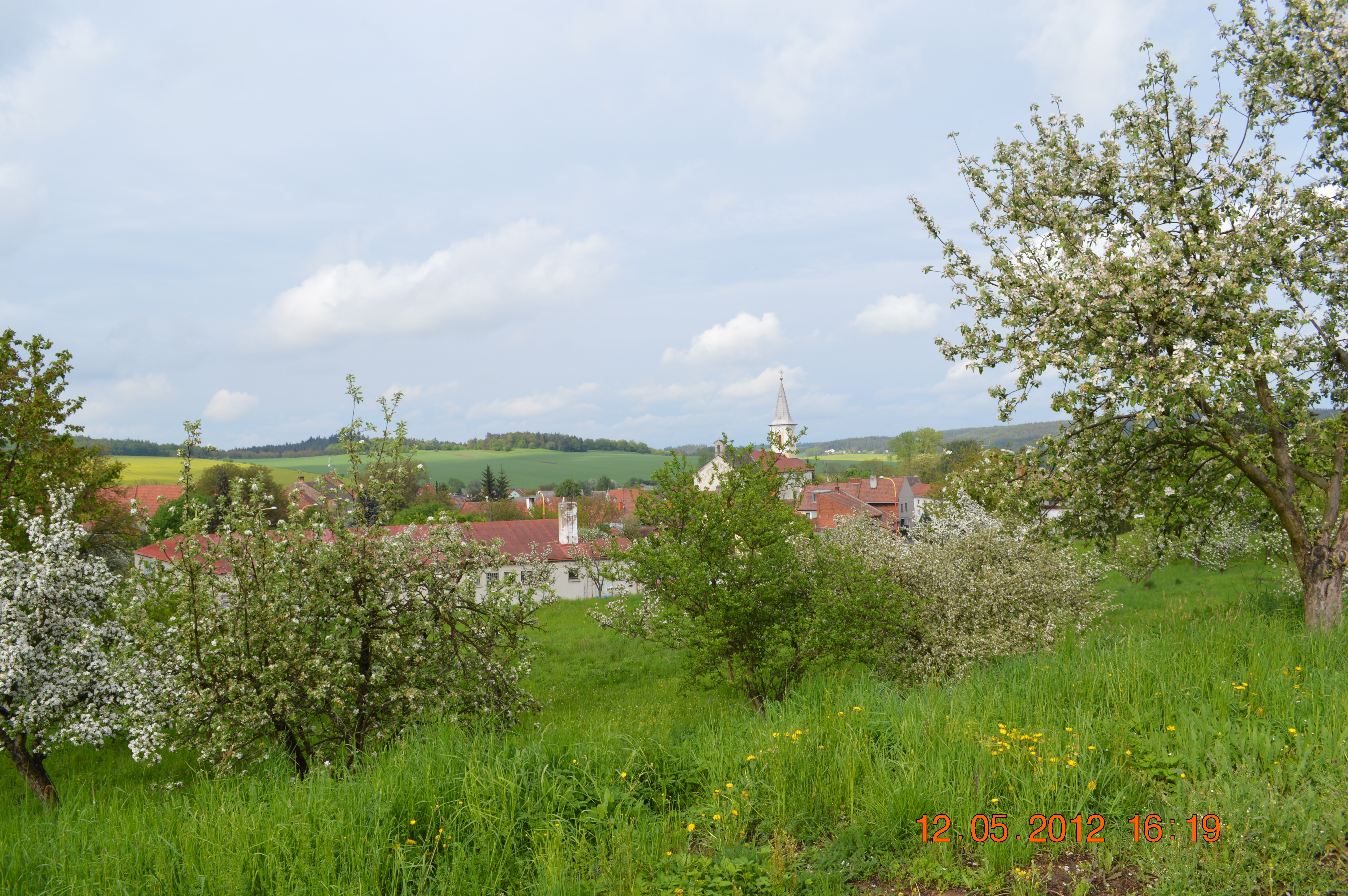
Vue de Krumsín.

La commune est limitée par Plumlov au nord, par Mostkovice et Seloutky à l'est, par Alojzov, Myslejovice et Prostějovičky au sud, et par la zone militaire de Brezina à l'ouest.

## Histoire
La première mention écrite de la localité date de 1349.

## Transports
Par la route, Krumsín se trouve à 12,5 km de Prostějov, à 30 km d'Olomouc et à 254 km de Prague.